# Tatjana Borodoelina
Tatjana Aleksandrovna Borodoelina (Russisch: Татьяна Александровна Бородулина) (Omsk, 22 december 1984) is een Russisch shorttrackster, die ook voor Australië uitgekomen is.
Op de Olympische winterspelen van Turijn in 2006 reed Borodoelina in de finale van de 1500 meter, maar werd ze gediskwalificeerd. 
Omdat Borodoelina in 2006 een dopingtest miste, werd ze door de Russische shorttrack-bond uitgesloten, waardoor ze besloot voor Australië uit te komen. In 2010 reed ze op de Olympische Winterspelen voor Australië, om in 2014 weer voor Rusland uit te komen.

## Records

### Persoonlijke records[4]
| Afstand    | Tijd     | Datum            | Baan           |
| ---------- | -------- | ---------------- | -------------- |
| 500 meter  | 43.149   | 15 maart 2014    | Montreal       |
| 1000 meter | 1:29.252 | 12 november 2016 | Salt Lake City |
| 1500 meter | 2:21.127 | 18 oktober 2008  | Salt Lake City |
| 3000 meter | 5:29.496 | 22 januari 2006  | Krynica-Zdrój  |